# Willy Westergaard Madsen
Willy Westergaard Madsen (født 16. januar 1907 i København, død 22. marts 1995) var en dansk teolog og præst, der fra 1961 til 1975 var biskop over Københavns Stift.

## Biografi
Willy Westergaard Madsen, der var søn af en overpakmester, blev i 1925 student fra Efterslægtselskabets Skole og læste derefter teologi på Københavns Universitet, hvorfra han blev cand.theol. i 1931.
Han arbejdede fra 1931 til 1933 som hjælpepræst ved Garnisons Kirke og fra 1934 som samme ved Frederiksholm Kirke, hvor han 1937 blev sognepræst. Her var han til 1942, hvor han blev generalsekretær ved De Samvirkende Menighedsplejer. Under besættelsen var han aktiv i Kirkens Front, der arbejdede for at sikre stabil fødevareforsyning til modstandsbevægelsen. Han var fra 1961 til 1975 biskop over Københavns Stift.
Derudover tog han aktiv del i organisationsarbejdet i og omkring folkekirken. Han var sekretær i bestyrelsen for Hans Tausens Fond, medlem af Dronningens Centralkomité, medlem af Dåbsfondets bestyrelse, formand for Folkekirkelige Organisationers Fællesudvalg, næstformand for Folkekirkens Nødhjælp, formand for Sammenslutningen af Diakonhjem, leder af Fonden De stille Stuer, medlem af bestyrelsen for Det Københavnske Kirkefond, medlem af bestyrelsen for Folkekirkeligt Filantropisk Forbund, medlem af Socialpolitisk Forenings bestyrelse, formand for bestyrelsen for Den grønlandske Kirkesag, formand for direktionen for Pastoralseminariet, formand for direktionen for Det Kongelige Vajsenhus, formand for repræsentantskabet for Det mellemkirkelige Råd og Det økumeniske Fællesråd, formand for Folkekirkelige Organisationers Fællesudvalg og medlem af Folkekirkens strukturkommission.
Han modtog den tyske fortjenstorden Bundesverdienstkreuz og blev udnævnt til kommandør af 1. grad af Dannebrog.